# Ижевский пруд
Иже́вский пруд (Ижевское водохранилище) — искусственный водоём, созданный в 1760 году. Расположен на территории города Ижевска, столицы Удмуртии.
Кроме реки Иж, на которой устроен пруд, в него впадают реки Малиновка, Пазелинка, Подборенка, Шабердейка и ручей Пионерский.

## История создания

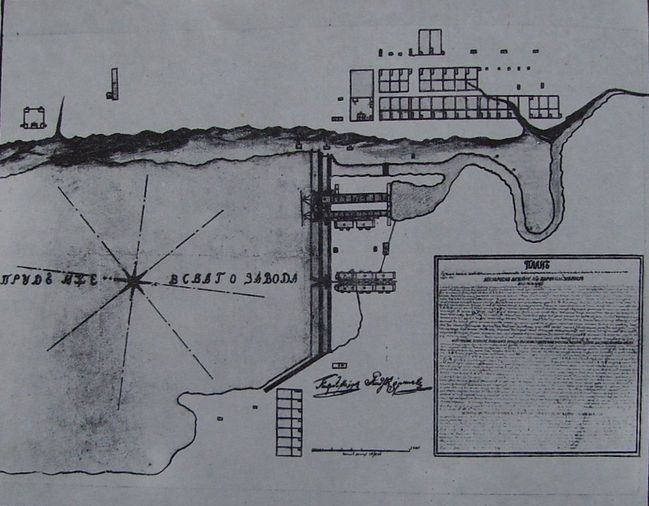
Пруд на схеме оружейного завода 1764 года

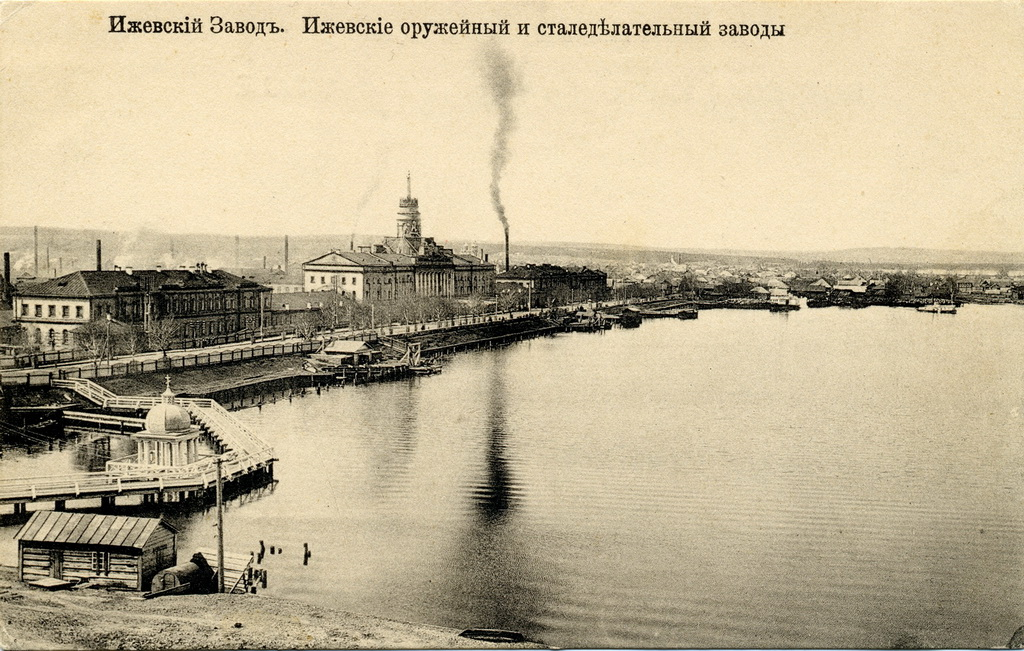
Ижевский пруд, видны плотина, оружейный и сталеделательный заводы, Ижевский завод (историческое название Ижевска), открытка начала 20-го века.

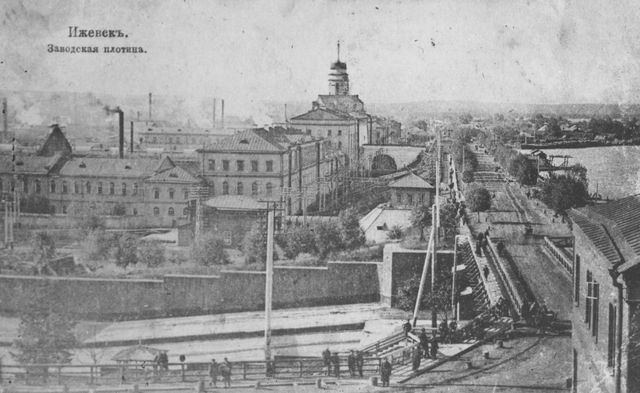
Заводская плотина, около 1900 года

Пруд был запружен на реке Иж 10 апреля 1760 года для обеспечения работы двигателей Ижевского железоделательного завода (ныне заводы Ижсталь и Концерн Калашников). Несколько сотен крепостных крестьян из окрестных деревень, приписанных к Ижевскому заводу, по заранее размеченным линиям выкопали 4 траншеи глубиной и шириной в сажень (2,16 м). Каркас плотины был сколочен из сосновых и дубовых брёвен, их стягивали железными полосами, болтами и обручами, пустоты заполняли глиной. Первоначально плотина представляла собой земляную насыпь с фундаментом из глины. За три лета крестьянами было свезено к Ижу 13 159 кубических саженей глины, то есть не меньше 60 тысяч тонн. Береговые укрепления представляли собой ряд шпунтовых свай с обвязкой их продольными брусьями. В плотине были созданы главный ларевый прорез, через который вода подавалась на наливные колёса цехов завода, и малый ларевой прорез, по которому вода подавалась на лесопилку, а также прорезы-«вешняки» для стока весенних вод. В 1763 году пруд был окончательно запружен, впервые были подняты заслонки лагерей.
В 1773 году академик Паллас во время визита на Ижевский завод дал высокую оценку плотине. 27—28 июня 1774 года захватившие завод пугачёвцы подожгли плотину: сгорели водяные колёса и лари, а также стоявшие около плотины кричные фабрики и пильные мельницы. На восстановление плотины понадобилось 5 лет.
Пруд использовался для перемещения древесины, сплавлявшейся по Ижу. Плоты заготавливали в районе Воложки, после чего сплавляли к заводу.
После начала строительства оружейного завода в 1807 году возникла потребность в большем уровне прудовой воды. Плотина была удлинена до 303 сажен (646,6 м) и расширена до 14 сажен (30 м). Со стороны пруда по всей длине плотины забили сваи, которые были затем обвязаны продольными брусьями. В 1834 году был укреплён верхний слой плотины, а затем поверх гребня плотины было построено каменное шоссе с водостоками и каменные тротуары для пешеходов. Вдоль берегов пруда были проложены улицы, быстро росла городская застройка, дальнейшая планировка городских улиц проводилась с привязкой к расположению пруда.
В 1833 году посреди вешняжного двора пруда (защитное ограждение водоспуска плотины в виде забора из свай) была построена иордань. В 1885 году была построена новая иордань, восточнее первой, в 1886 году старая была демонтирована.
В 1875 году управляющий заводом П. А. Бильдерлинг предлагал построить вторую плотину пруда. Задерживаемая ею вода пополняла бы недостаток воды в пруду, случавшийся ежегодно в конце зимы. Уже было подобрано место, проведены расчёты, показавшие отсутствие хозяйственного ущерба от строительства, так как на 25 вёрст выше по Ижу не было поселений и лесов, а только топкие болота, но строительство не началось.
Охрана пруда была усилена в 1914 году после резкого повышения значимости оружейного завода с началом Первой мировой войны, в 1917 было запрещено любое движение по плотине с 18 до 6 часов.
16 июня 1919 года с заводской башни был сброшен в пруд металлический двуглавый орёл, который, по одной из версий, находится на дне пруда по сей день.
В советские годы в пруду с привлечением местного населения добывали ракушки, из которых производили пуговицы.
12 июня 1933 года на пруду была открыта водная станция «Динамо», позднее — вторая станция «Зенит», функционировавшие в течение 20 лет. Станции были оборудованы бассейнами и вышкой. В 1950-х годах обе станции, построенные из дерева, разрушились и пострадали от пожаров.
До середины 1950-х годов на территории пруда действовала небольшая флотилия рыбного завода. Рыбаки сдавали улов в ларёк, находившийся на берегу в районе нынешнего расположения корпусов Электромеханического завода.
С 1972 года с перерывами происходила добыча песка со дна пруда для строительных нужд.

### История судоходства
Начало навигации на Ижевском пруду относят к 1892 году. Документально подтверждено, что с 1902 года Ижевские оружейные заводы обслуживались двумя пароходами производства Воткинского завода — грузо-пассажирский буксирный пароход «Иж» и грузо-пассажирский пароход «Шрапнель». Непосредственно на Ижевских заводах было построено ещё как минимум два парохода — буксирные баркасы «Ижевск» и «Мария».

## Современное состояние
Водный объект эксплуатируется в соответствии с Основными положениями правил эксплуатации водных ресурсов Ижевского водохранилища на реке Иж, утверждёнными 7 октября 1971 года.
Площадь бассейна реки Иж от истока до плотины пруда — 1640 км²; площадь зеркала пруда — 24 км²; максимальная ширина — 2,5 км; средняя глубина — 3,5 м; полный объём — 76,3 млн м³. Обеспечивает водоснабжением город Ижевск. Среднегодовой водозабор из Ижевского пруда на питьевое и промышленное водоснабжение составляет 65—70 млн м³.
- Наиболее крупные потребители — МУП Ижводоканал, ОАО Ижсталь, ТЭЦ-1, ОАО Удмуртэнерго, ОАО Ижмаш.
- Основные загрязнители пруда: ТЭЦ-1 (в том числе сброс в пруд горячей «промышленной» воды), ОАО Удмуртэнерго, ОАО Ижевский мотозавод.

В 2003 году из-за роста сине-зелёных водорослей питьевая вода приобрела затхлый запах.
Ижевский пруд используется для малого пассажирского судоходства в весенне-летний период. Пассажирская флотилия состоит из теплоходов типа «Москвич» и «Москва».
В сентябре 2012 года экологи из Удмуртского государственного университета сообщили об ухудшении состояния Ижевского пруда, связанном с прудовой растительностью.
В 2013 году при очистке дна пруда земснарядом на глубине 12 метров были найдены останки мамонта — зуб и кость. Также земснаряд обнаружил старую вымощенную дорогу, построенную до строительства плотины.
К концу 2013 года планировалось завершить укрепление берега в районе Парка им. Кирова, по состоянию на 2017 год работы не завершены.
Ижевский пруд входит в «Перечень внутренних водных путей Российской Федерации — 2002 год».
В мае 2017 года на поверхности пруда появилась массивная сплавина (лабаза), которую отбуксировали на мелководье и закрепили для предотвращения негативного влияния на функционирование плотины.

## Экология
Основные загрязнители пруда сточными водами: ОАО "ИЭМЗ «Купол» (выпуск ликвидирован в 2006 году), МУП «Ижводоканал» (выпуск ликвидирован), ТЭЦ-1, ОАО "Ижевский мотозавод «Аксион-Холдинг» (выпуск ликвидирован в 2013 году), оздоровительные и спортивные комплексы, психоневрологический интернат, неорганизованный сброс с прибрежной полосы. Суммарный объём стоков в Ижевский пруд: 2005 год — 5981 тыс. м³; 2017 — 2430 тыс. м³. Сброс загрязняющих веществ со сточными водами: 2005 год — 6 027,9 тонн; 2017 — 3 512,5 тонн.

## Галерея

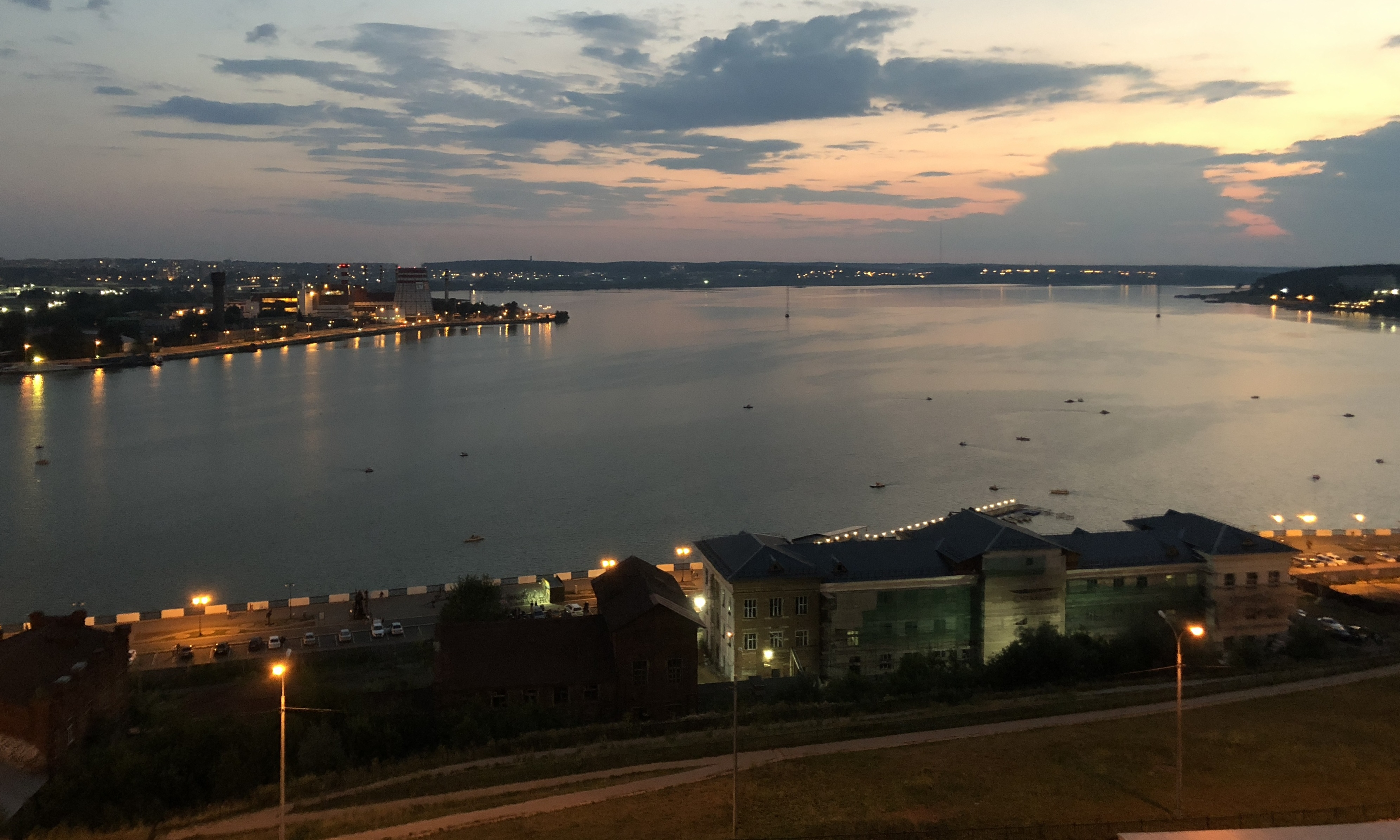
Вид на пруд с высоты колеса обозрения в парке Горького
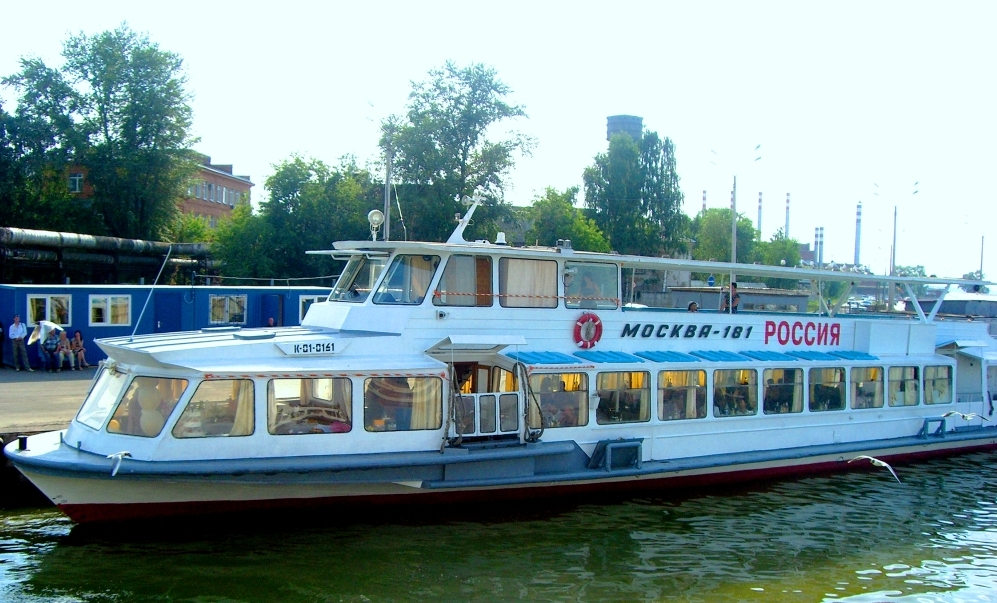
Теплоход «Москва-181» на пристани «Ижевск»
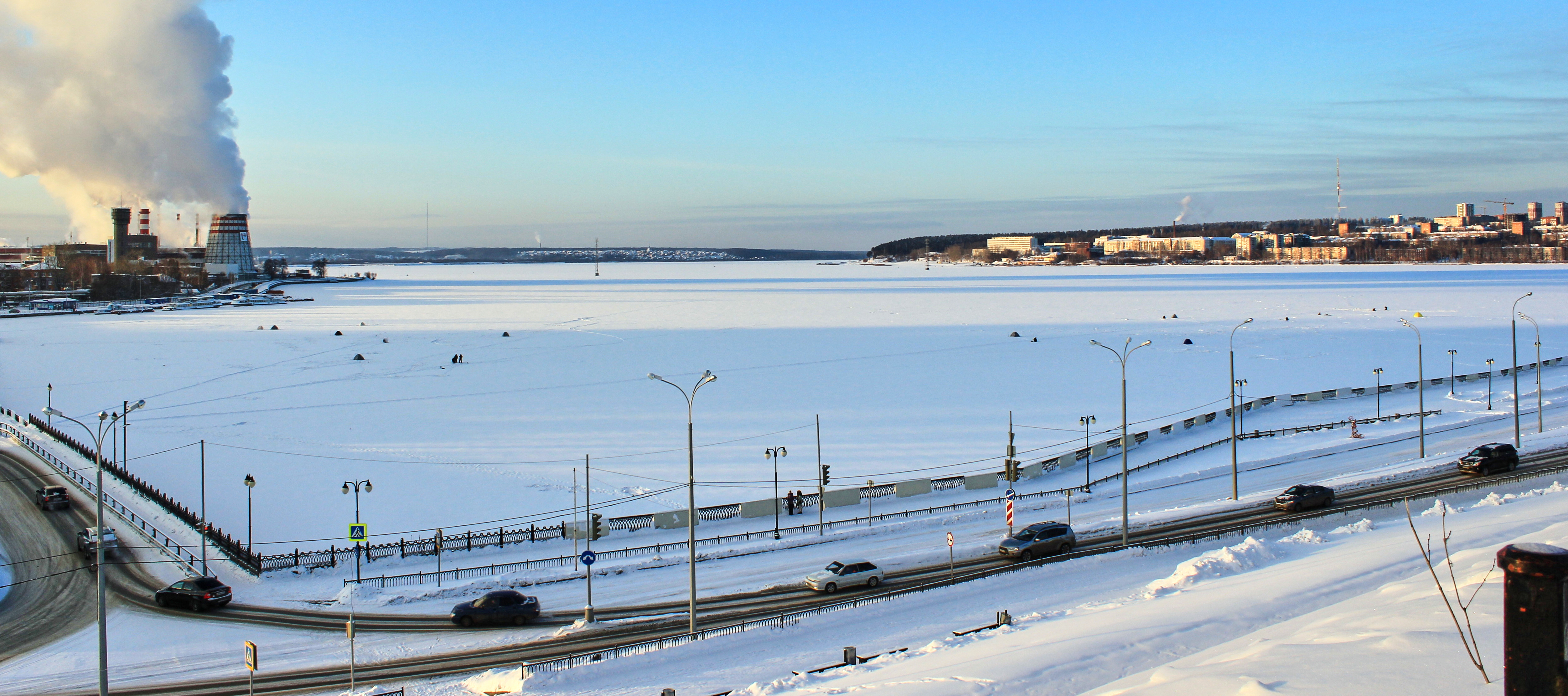
Ижевский пруд зимой
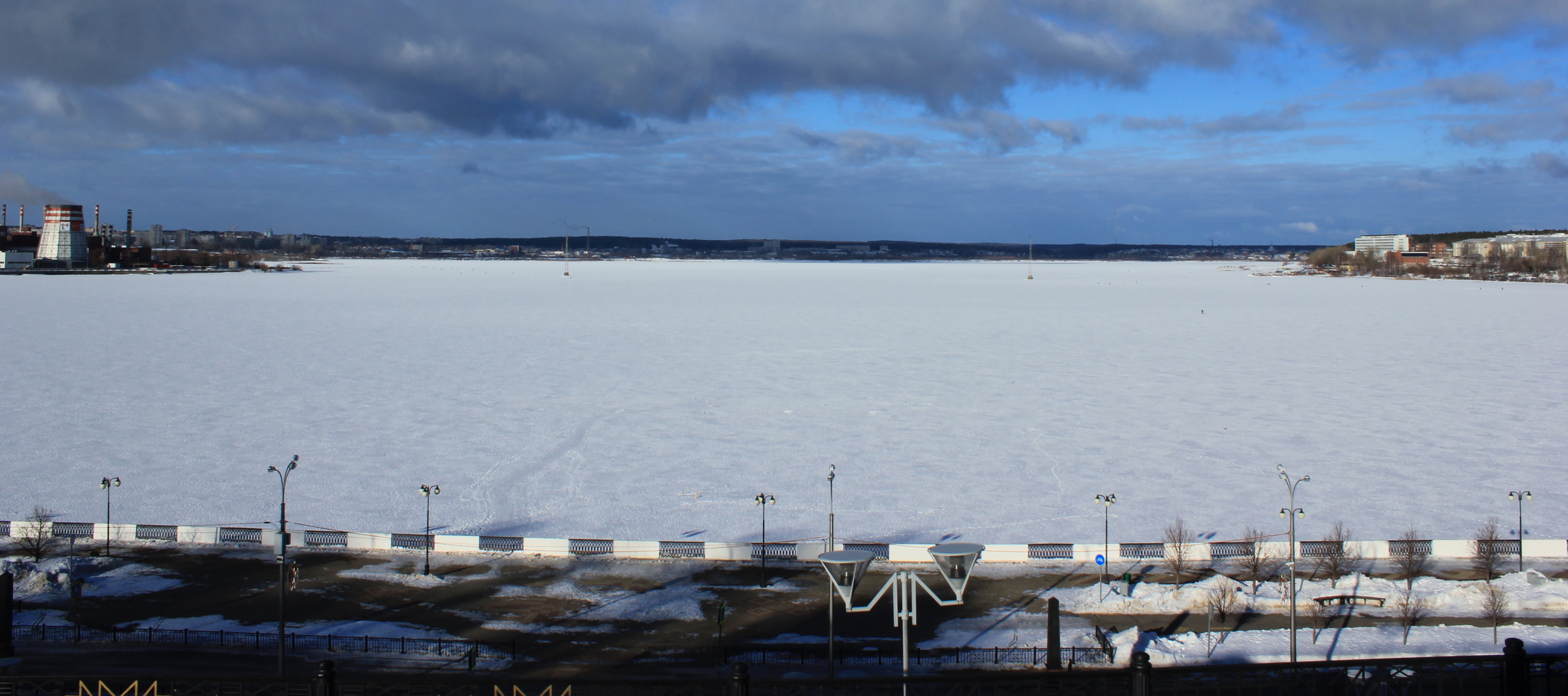
Ижевский пруд весной
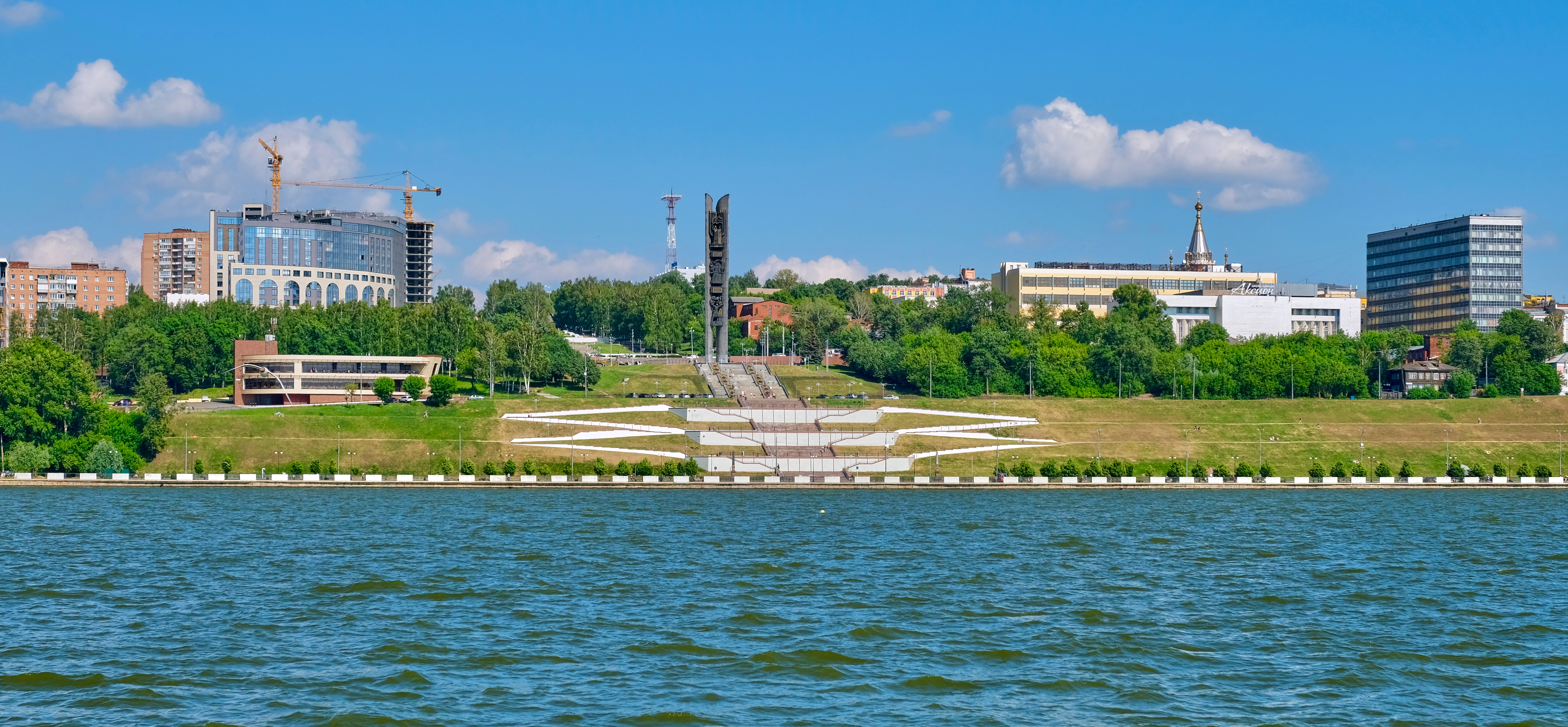
Вид на Набережную зодчего Дудина
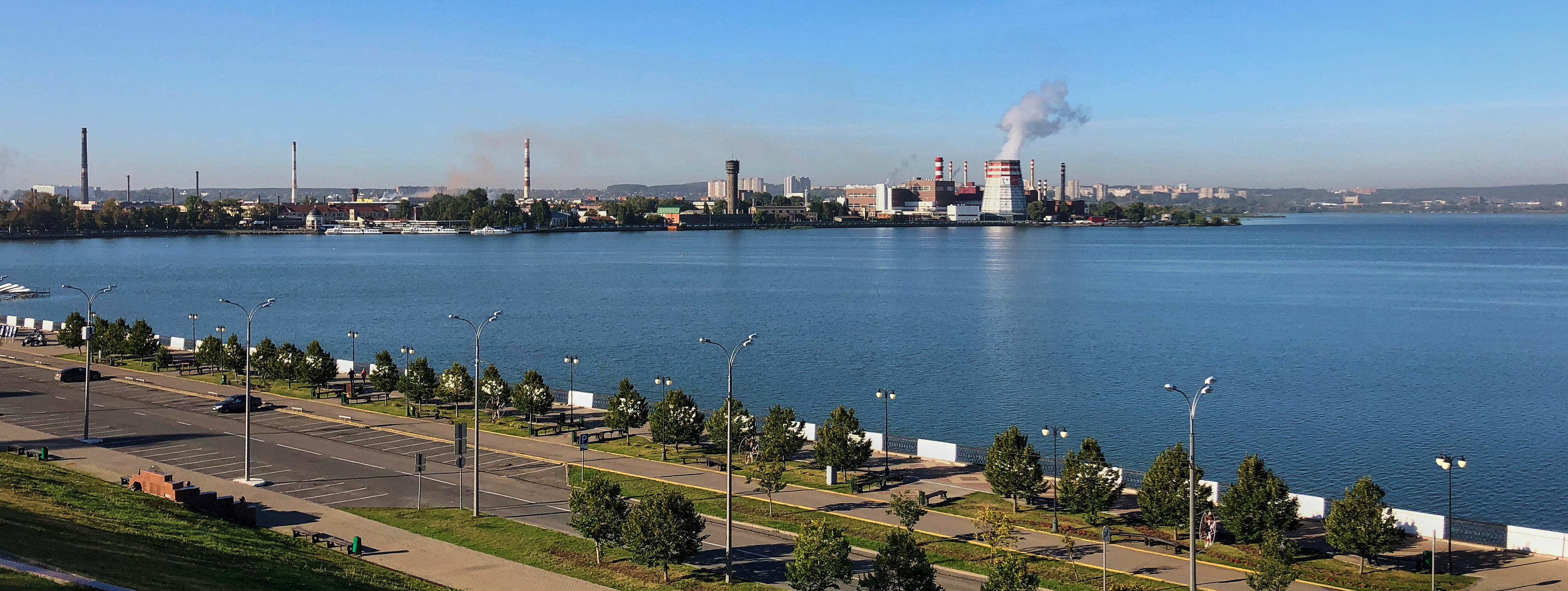
Вид на Ижевский пруд, слева видно промплощадки Концерна Калашников, Ижстали и ТЭЦ-1
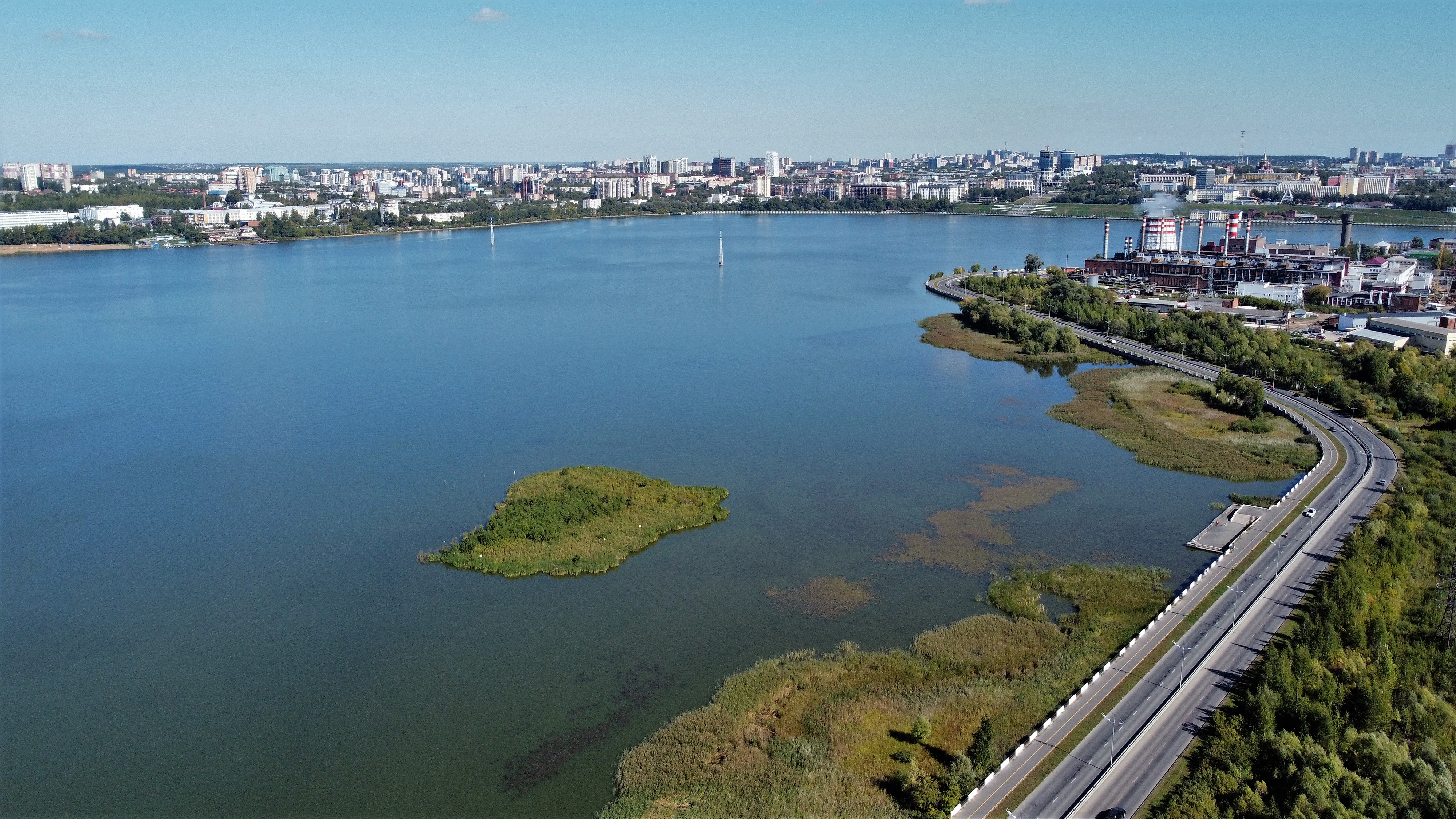
Сплавина, зафиксированная сваями около Южной набережной
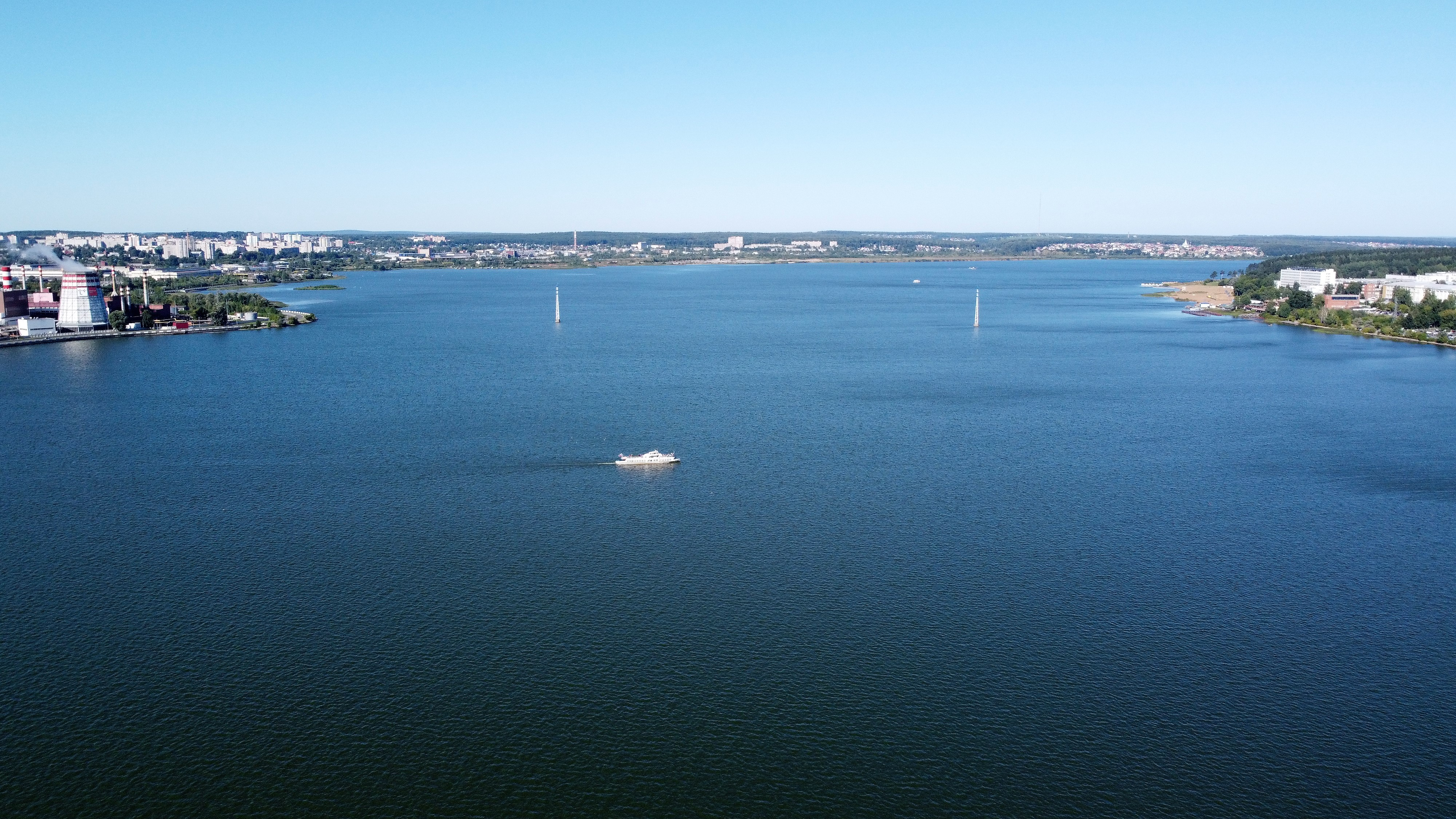
Вид с высоты